# Адара

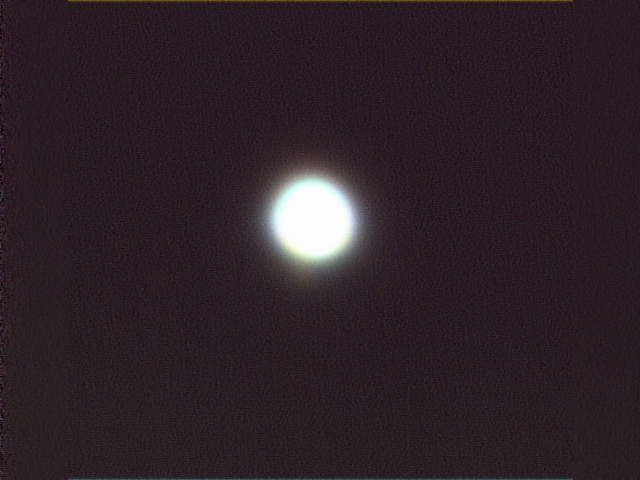

Адара (ε Великого Пса, ε CMa, епсилон Великого Пса) — зоря в сузір'ї Великого Пса і одна з найяскравіших зір на нічному небі. Попри баєрівське позначення «ε», вона не 5-та, а 2-га за яскравістю в сузір'ї.

## Назви
Назва Адара походить від арабського слова عذارى (aðāra, «діви»).
Китайська назва 弧矢 (Hú Shǐ), букв. «Лук і стріли», стосується астеризму, який складається з ε Великого Пса, δ Великого Пса, η Великого Пса, HD 63032, HD 65456, ο Корми, k Корми, κ Великого Пса і π Корми, а ε Великого Пса відповідно має назву 弧矢七 (Hú Shǐ qī, тобто «Сьома зоря Лука та Стріл»).
У каталозі зір XVII століття «Calendarium of Al Achsasi al Mouakket» ця зоря позначалася Aoul al Adzari (أول العذاري — awwal al-adhara), що було перекладено на латину як Prima Virginum, тобто Перша Діва. Адара спільно з Везеном, Алудрою й ο2 Великого Пса (Таніх аль Адзарі) складала Аль'Адара (العذاري, тобто «Діви»).

## Характеристики
Адара — подвійна зоря, за оцінками укладачів каталогу Hipparcos розташована на відстані близько 430 світлових років від Землі. Головна зоря має видиму зоряну величину +1,5 і спектральний клас В2. Її колір — блакитний або блакитно-білий, оскільки температура її поверхні становить 22 200 К. Сумарне випромінювання у 38 700 разів перевищує сонячне. Ця зоря є найяскравішим джерелом ультрафіолетових хвиль на нічному небі та найсильнішим джерелом фотонів, здатних іонізувати атоми водню міжзоряного газу поблизу Сонця. Вона має велике значення для стану іонізації Місцевої міжзоряної хмари.
Її зоря-супутник має зоряну величину +7,5 (абсолютна величина складає +1,9) і перебуває на відстані 7,5" у напрямку на 161° від головної зорі. Попри досить велику кутову відстань між компонентами, їх можна побачити окремо лише у великі телескопи, оскільки головна зоря приблизно у 250 разів яскравіша за супутник.
Близько 4,7 млн років тому Адара перебувала за 34 світлових роки від Сонця й була найяскравішою зорею на небі, маючи зоряну величину –3,99m. Відтоді жодна зоря на нічному земному небі не була яскравішою, і такої не буде щонайменше протягом наступних п'яти мільйонів років.

## У культурі
Адара символізує штат Токантінс на прапорі Бразилії.
Адара також з'являється в іспано-французькому мультфільмі «Ноктурна» 2007 р., як улюблена зоря головного героя Тіма.